# Ueno-san wa Bukiyō
Ueno-san wa Bukiyō (上野さんは不器用 Ueno-san wa Bukiyō?, lit. "Ueno-san es torpe") es una serie de manga japonesa escrita e ilustrada por tugeneko. Comenzó la serialización en la revista Young Animal de Hakusensha el 27 de febrero de 2015. Una adaptación a serie de televisión de anime producida por el estudio Lesprit se emitió del 6 de enero al 24 de marzo de 2019.

## Argumento
Ueno es una estudiante de secundaria genia, realizando extraños pero en su mayoría efectivos inventos en el club de ciencia, con tal de impresionar a Tanaka, su compañero del club, para que, según ella, caiga en sus bajos instintos.

## Personajes
Ueno (上野?)
 Seiyū: Yū Serizawa
Protagonista de la historia, una genio incuestionable y presidente del club de ciencia, realiza inventos que pueden parecer absurdos pero bastante efectivos. Su objetivo es despertar la libido de su compañero de club, Tanaka, directa o indirectamente con sus inventos para ponerlo en evidencia, pero en realidad ella está perdidamente enamorada de él, incluso sus fracasos se deben a que se avergüenza por los resultados exitosos de sus creaciones, cuando esto pasa, sus coletas suelen erizarse desapareciendo de la vista del lector/espectador
Tanaka (田中?)
 Seiyū: Aimi Tanaka
Compañero de club e interés amoroso de Ueno, aunque él no lo perciba en lo más mínimo. A regañadientes participa en los experimentos de Ueno, pero sorprendiéndose por el éxito de muchas de sus creaciones. Tiene dos hermanas que son gemelas entre ellas a las que reprende con frecuencia.
Yamashita (山下?)
 Seiyū: Akari Kageyama
Tercer integrante del Club de Ciencia y un agregado cómico a la relación entre Ueno y Tanaka. Por lo general se la encuentra leyendo, ajena a las situaciones y con un rostro inexpresivo. Pero suele alterarse por lo imperceptivo que es Tanaka, usando como latiguillo el amenazarlo con una denuncia por acoso sexual. Tras el egreso de Ueno y Tanaka, queda como presidente del club de ciencia
Mizuna Tanaka (田中みずな Tanaka Mizuna?)
 Seiyū: Nichika Ōmori
Una de las hermanas menores de Tanaka, siendo la gemela mayor de las dos a pesar de que es la más bajita. Le gustan los dulces tradicionales japoneses. Asiste al club de natación y suele no usar ropa interior, por lo que constantemente es reprendida por su hermano.
Yomogi Tanaka (田中よもぎ Tanaka Yomogi?)
 Seiyū: Miku Itō
La otra hermana gemela menor de Tanaka, es la segunda, pero más alta que Mizuna. Es también la más sensible, pero fanática de los chocolates y la menta. Asiste al club de tenis.
Tamon (タモン?)
 Seiyū: Shiori Izawa
Es la mascota del club, como resultado de un experimento de Ueno, en el cual le dio vida propia a sus pantimedias con el objetivo de que Tanaka lo mime e indirectamente, admire sus piernas. Pero Tamon, al ser un par de pantimedias, se siente más a gusto cerca de Ueno y Yamashita. Recarga su energía frotándose contra las piernas de Ueno.
Kitanaga (北長?)
 Seiyū: Haruka Tomatsu
Es la presidente del club de Natación. Por lo general siempre va vestida en malla, y suele ser bastante desinhibida. Mizuna es una de sus subordinadas
Nº 13 (十三号 Jū-San Gō?)
 Seiyū: Yū Serizawa
Es un clon cibernético de Ueno creado por ella misma. Posee un "Circuito Otome" (parodia de los circuitos vírgenes de Saber Marionette) que la hace tener inteligencia propia, siendo mucho más atrevida que la misma Ueno. Ella y Tamon quedan al cuidado de Yamashita cuando Ueno egresa de la preparatoria.
Nishihara (西原?)
 Seiyū: Rina Satō
Es la presidente del club de Atletismo, con una increíble condición física. Al igual que Kitanaga, suele solicitar las invenciones de Ueno para el club. Sufre de hipersudoracion.
Minamine (南峰?)
 Seiyū: Ayana Taketatsu
Es la presidente del club de Tenis, quien también solicita invenciones de Ueno. Odia a los chicos debido a que confunde la intencionalidad de que ellos vean ropa interior femenina. Yomogi es una de sus subordinadas
Unogawa (東川?)
 Seiyū: Yuka Iguchi
Es la presidente del club de Gimnasia Rítmica y otra de las ayudadas por Ueno, la cual es una de sus amigas y antigua miembro hasta que se inscribió al club de ciencia. Debido a su poca exuberancia y forma de hablar, es confundida como un chico por Tanaka

## Contenido de la obra

### Manga
Tugeneko lanzó el manga en la revista Young Animal de Hakusensha el 27 de febrero de 2015. Diez volúmenes tankōbon fueron lanzados del 29 de septiembre de 2016 al 27 de mayo de 2022. 
| N.º | Fecha de lanzamiento     | ISBN original      |
| --- | ------------------------ | ------------------ |
| 1   | 29 de septiembre de 2016 | ISBN 9784592146988 |
| 2   | 20 de abril de 2016      | ISBN 9784592146995 |
| 3   | 20 de octubre de 2018    | ISBN 9784592148180 |
| 4   | 20 de mayo de 2018       | ISBN 9784592148197 |
| 5   | 20 de diciembre de 2018  | ISBN 9784592148203 |
| 6   | 29 de marzo de 2019      | ISBN 9784592148203 |
| 7   | 27 de marzo de 2020      | ISBN 9784592160519 |
| 8   | 29 de julio de 2020      | ISBN 9784592160526 |
| 9   | 27 de mayo de 2022       | ISBN 9784592160533 |
| 10  | 27 de mayo de 2022       | ISBN 9784592160540 |

### Anime
Una adaptación a serie de televisión de anime se anunció en la undécima edición de Young Animal el 25 de mayo de 2018. La serie está dirigida y escrita por Tomohiro Yamanashi, con animación del estudio Lesprit. Ayano Ōwada proporciona los diseños de los personajes, mientras que Nobuyuki Abe es el director de sonido.  Yasuhiro Misawa está componiendo la música de la serie en Nippon Columbia, y Gathering se acredita con la cooperación.  La serie se emitió del 6 de enero al 24 de marzo de 2019 y se transmitió en BS11, Tokyo MX y J: COM TV. Miku Itō está interpretando el tema de apertura de la serie "Hirameki Heartbeat" (閃きハートビート?) , mientras Yū Serizawa, Aimi Tanaka y Akari Kageyama interpretan el tema final de la serie "My Pace Science" (マイペース・サイエンス?). La serie está autorizada por Sentai Filmworks en América del Norte, Australia y las islas británicas, y transmite simultáneamente la serie en Hidive. El doblaje en inglés fue lanzado el 6 de julio de 2019.